# 多纳文·布莱泽尔
多纳文·布莱泽尔（1997年4月15日—）是一名美国中跑运动员。他拥有着男子800米赛跑的美国青少年纪录和美国纪录，他也曾获得2019年世界田径锦标赛800米项目的金牌。